# Villa Jamot
La villa Jamot est une voie du 14e arrondissement de Paris, en France.

## Situation et accès
La villa Jamot est une voie  située dans le 14e arrondissement de Paris. Elle débute au 105, rue Didot et se termine en impasse.

## Origine du nom
La voie tire son nom de celui d'un ancien propriétaire.